# (585899) 2020 HM98
(585899) 2020 HM98 est un objet transneptunien et damocloïde. 

## Caractéristiques
(585899) 2020 HM98 mesure environ 37 km de diamètre.